# Ціанування (сталеливарне виробництво)
Ціанува́ння — хіміко-термічна обробка, при якій поверхня насичується одночасно атомарним вуглецем та азотом в розплавах, що містять ціанисті солі NaCN або KCN.

## Загальний опис
Здійснюється в ваннах з розплавленими ціанистими солями, наприклад NaCN з добавками солей NaCl, BaCl та ін. При окисленні ціанистого натрію утворюється атомарний азот та окис вуглецю:
2NaCN + O2 → 2NaCNO;
2NaCNO + O2 → Na2CO3 + CO + 2N → Fe(N)
2CO → CO2 + C → Feγ(C)
У результаті ціанування поверхневий шар деталі складається з карбонітридів Fe2(N, С) або Fe3(N, С), а під ним розташовується аустеніт, збагачений азотом, що при наступному гартуванні частково перетворюється у мартенсит.
Глибина шару (від 0,1 до 2 мм) і концентрація в ньому вуглецю та азоту залежать від температури процесу та його тривалості. Ціанований шар має високу твердість HRC 58…62 і хорошу стійкість до спрацювання. Підвищується границя витривалості та корозійна стійкість.
Залежно від температури перебігу процесу розрізняють високотемпературне, середньотемпературне та низькотемпературне ціанування.

## Високотемпературне ціанування
Високотемпературне ціанування проводиться при температурі 920…960 °C, супроводжується переважним насиченням сталі вуглецем до 0,6…1,2 %, (рідинна цементація). Вміст азоту в ціанованому шарі 0,2…0,6 %, товщина шару 0,5…2 мм за тривалості процесу 1,5…10 год. Після ціанування вироби піддаються гартуванню і низькому відпуску при температурах 180…200 °С. Кінцева структура ціанованого шару складається з тонкого шару карбонітридів Fe2(C, N), під яким далі знаходиться — азотистий мартенсит. Твердість після термообробки становить HRC 59…62.
Високотемпературне ціанування відбувається при температурах 920…960 °С на глибину 0,5…2,0 мм протягом 1,5…10 год. і низькому відпуску. Застосовується для виробів з конструкційної сталі з метою підвищення їх поверхневої твердості, зносостійкості та межи витривалості. Після високотемпературного ціанування деталі піддають загартуванню, з повторного нагріву, та низькому відпуску

## Середньотемпературне ціанування
Середньотемпературне ціанування відбувається при температурах 820…860°С, тривалістю від 30 до 90 хв з охолодженням у ціанистій ванні. Після гартування виконується низький відпуск в інтервалі температур від 180 до 200 °С. Товщина ціанованого шару 0,15…0,35 мм, твердість після термічної обробки HRC 58…62.

## Низькотемпературне ціанування
Низькотемпературне ціанування проводиться при температурі 540…600 °C, супроводжується переважним насиченням сталі азотом. Проводиться для інструментів з швидкорізальних, високохромистих сталей і є остаточною обробкою. Тривалість процесу зазвичай становить 10…30 хвилин, а товщина ціанованого шару досягає 0,01…0,04 мм. Твердість поверхневого шару становить 1000…1100 HV. Після низькотемпературного ціанування термічна обробка не проводиться.

## Застосування
Ціанування застосовують для підвищення зносостійкості і корозійної стійкості деталей. Процес ціанування в порівнянні з процесом цементації вимагає набагато менше часу для отримання шару заданої товщини, характеризується значно меншими деформаціями і викривленням деталей складної форми.
Основним недоліком ціанування є отруйність ціанистих солей.
В порівнянні з цементацією високотемпературне ціанування відбувається з більшою швидкістю, приводить до меншої деформації деталей, забезпечує більшу твердість і зносостійкість.